# Studio Jazz Party
Studio Jazz Party — студійний альбом американського джазового саксофоніста Джонні Гріффіна, випущений у 1960 році лейблом Riverside.

## Опис
На цій сесії тенор-саксофоніст Джонні Гріффін та його квінтет (трубач Дейв Бернс, піаніст Норман Сіммонс, басист Вік Спроулс і ударник Бен Райлі) виступають перед запрошеною до студії аудиторією слухачів, що створюють атмосферу. Бабс Гонсалес оголошує декілька композицій. Втім, в особливості Гріффін грає дуже добре; Бернс доводить, що він завжди був недооціненим трубачем; усі п'ять композицій альбому досить достойні. Найкращі з них «Good Bait» (яка триває близько 12 хвилин), «Toe-Tappin'» і «Low Gravy».

## Список композицій
1. «Party Time» (Арнетт Кобб) — 1:14
2. «Good Bait» (Каунт Бейсі, Тедд Демерон) — 12:24
3. «There Will Never Be Another You» (Мек Гордон, Гаррі Воррен) — 8:20
4. «Toe-Tappin'» (Дейв Бернс) — 7:53
5. «You've Changed» (Білл Кері, Карл Т. Фішер) — 7:37
6. «Low Gravy» (Бабс Гонсалес) — 8:06

## Учасники запису
- Джонні Гріффін — тенор-саксофон
- Дейв Бернс — труба
- Норман Сіммонс — фортепіано
- Вік Спроулс — контрабас
- Бен Райлі — ударні
- Бабс Гонсалес — диктор

Технічний персонал
- Оррін Кіпньюз — продюсер
- Рей Фаулер — інженкр
- Кріс Альбертсон — текст
- Кен Дірдофф — дизайн [обкладинка]
- Лоуренс Н. Шустак — фотографія